# БРЕМ-Л
БРЕМ-Л (рос. БРЭМ-Л "Беглянка", індекс ГБТУ - Об'єкт 691) — російська броньована ремонтно-евакуаційна машина на гусеничній базі. Створена на базі шасі БМП-3 і призначена для евакуації та технічної підтримки бронетехніки серії БМП-3, а також іншої легкої броньованої техніки та військових вантажівок. Прийнято на озброєння ЗС РФ.

## Історія
У 1985 році на озброєння ЗС СРСР була прийнята  БРЕМ-2 на базі шасі БМП-1. Однак незабаром, 1987 року, у Радянської армії з'явилася БМП-3, яка була значно важчою і мала зовсім іншу конструкцію, ніж БМП-1 і БМП-2. Тому для підтримки нової БМП-3 знадобилася нова броньована евакуаційна машина. Розробка такої почалася наприкінці 1980-х і була названа БРЕМ-Л.

## Оператори
- ОАЕ
- Росія
- Венесуела
- Індонезія